# Neomodernism
Neomodernismul este un curent ideologic, literar definit de spiritul creator postbelic, caracterizat prin respingerea formelor grave și prin redarea temelor grave într-o manieră ludică, de joc, ce ascunde însă tragicul. Literatura neomodernistă este definită printr-un imaginar poetic inedit, limbaj ambiguu, metafore subtile și expresie ermetică.  
Neomodernismul s-a conturat în doar  numere ale revistei "Albatros" editată în 1941 și condusă de Geo Dumitrescu. Această nouă formă de manifestare a modernismului ce se prelungește până prin anii '60 este îndreptată cu fața spre un trecut exemplar. Scriitorii neomoderniști doresc să se despartă de "spiritul veacului", care este cel al războaielor și să recupereze valorile și modelele.

## Reprezentanți
Printre reprezentanții de seamă ai ideologiei neomoderniste se numără Gellu Naum, Marin Sorescu, Adrian Păunescu, Ana Blandiana și Nichita Stănescu, acesta din urmă fiind liderul generației anilor '60.